# Люблінув
Люблінув (пол. Lublinów) — село в Польщі, у гміні Мщонув Жирардовського повіту Мазовецького воєводства.
Населення — 47 осіб (2011).
У 1975-1998 роках село належало до Скерневицького воєводства.

## Демографія
Демографічна структура станом на 31 березня 2011 року:
|          | Загалом | Допрацездатний вік | Працездатний вік | Постпрацездатний вік |
| -------- | ------- | ------------------ | ---------------- | -------------------- |
| Чоловіки | 24      | 4                  | 16               | 4                    |
| Жінки    | 23      | 6                  | 11               | 6                    |
| Разом    | 47      | 10                 | 27               | 10                   |